# Rebozado

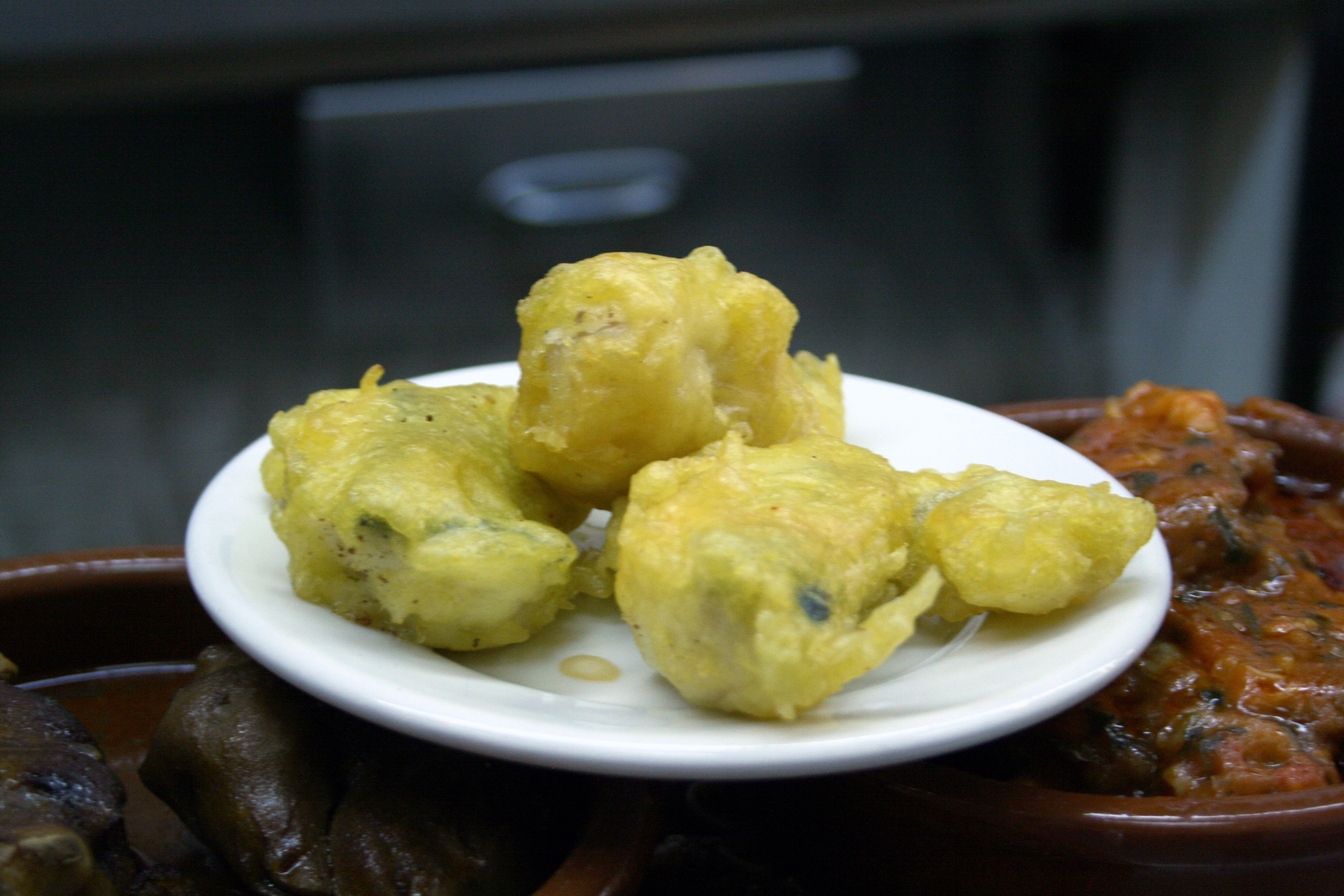
Bacalao rebozado en un plato

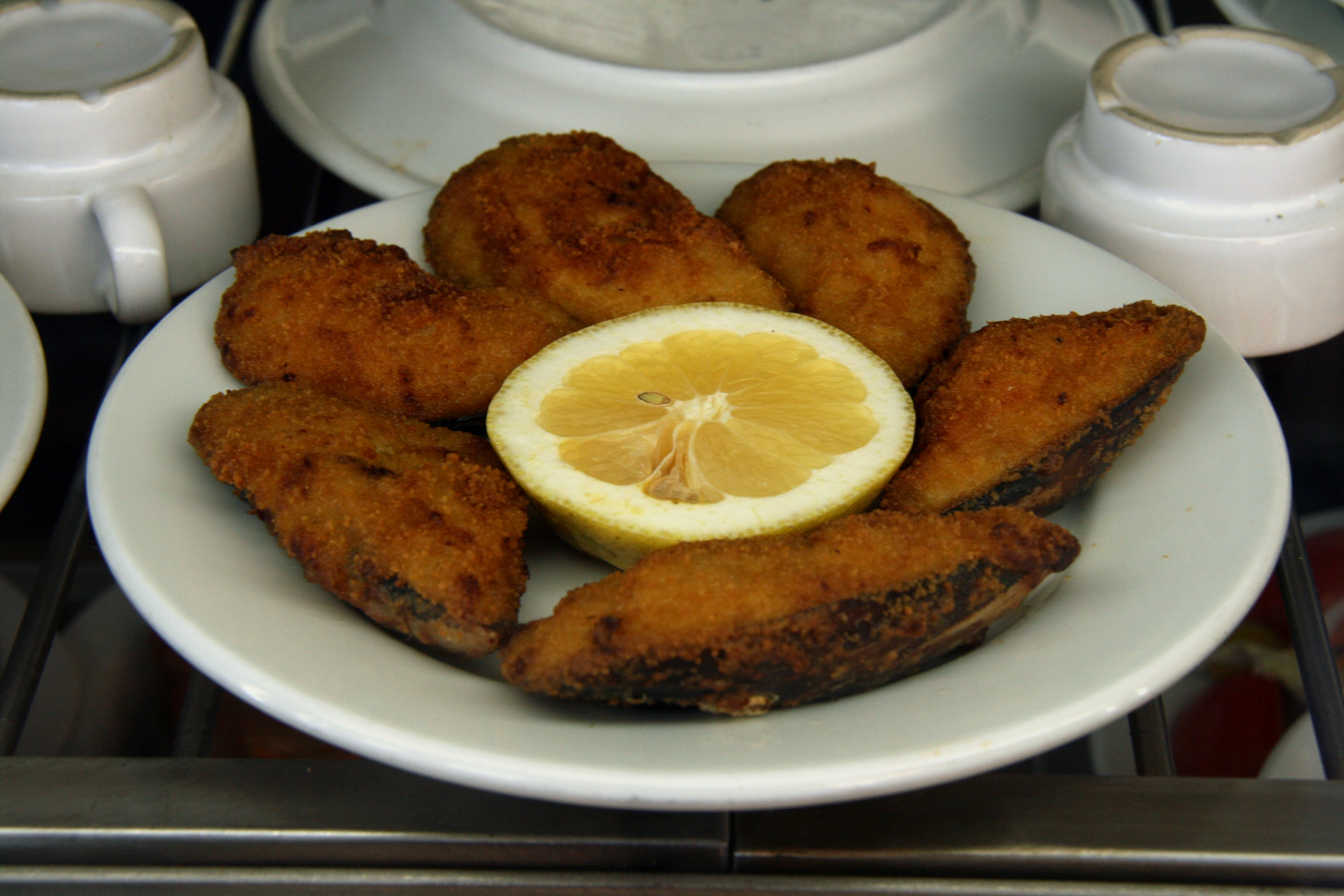
Tigres

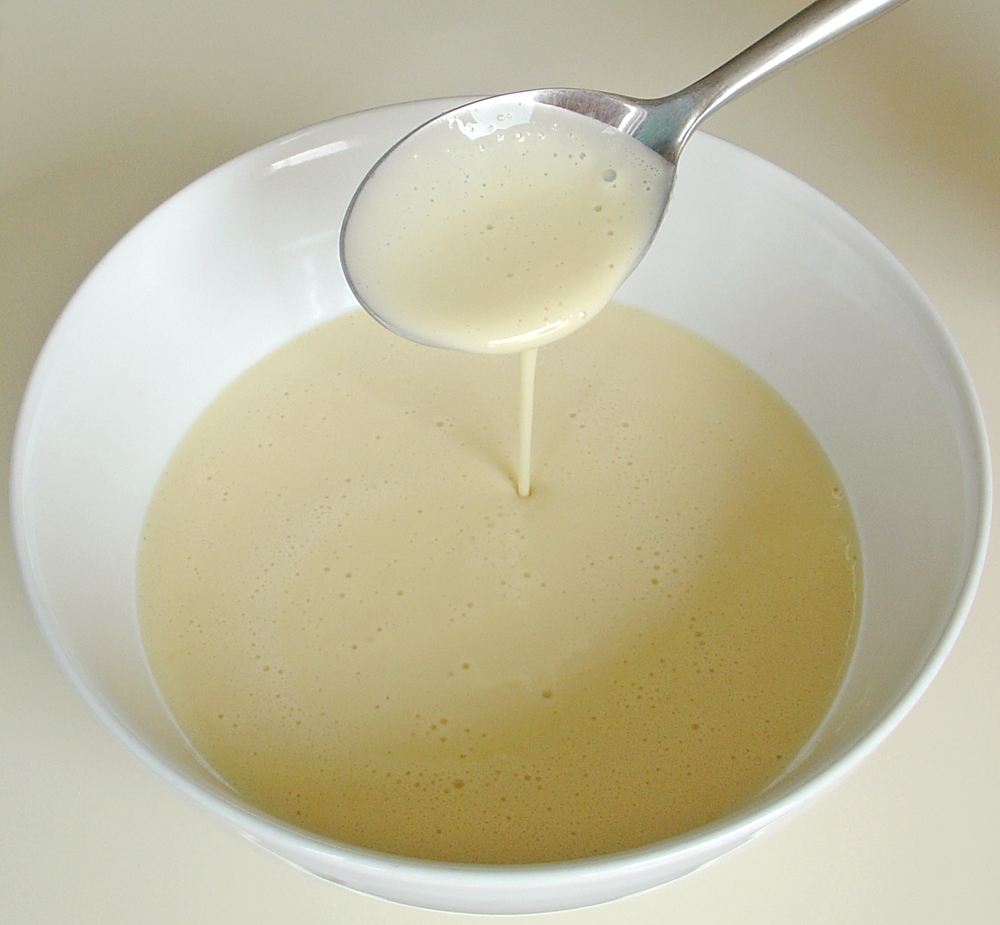
Rebozado claro para panqueques ingleses

El rebozado es una mezcla semilíquida de una o más harinas mezcladas con líquidos tales como agua, leche o huevo empleada para preparar diversos platos. A menudo se añade un gasificante como la levadura para airear y subir el rebozado cuando se cocine, o puede dejarse fermentar naturalmente con este fin además de para añadir sabor. También puede usarse agua carbonatada u otro líquido carbonatado como la cerveza para airear la masa en algunas recetas.

## Características
La viscosidad del rebozado puede ir desde muy espeso (adhiréndose a una cuchara del revés) a muy claro (similar a la crema de leche, que resbala o gotea de la cuchara). Se aplica calor al rebozado, normalmente friendo, horneando o cociendo al vapor, para cocinar los ingredientes (haciéndolos así agradables al paladar) y volverlo sólido. Los rebozados pueden ser dulces o sabrosos, añadiéndoseles para ello azúcar o sal (a veces ambas). También pueden añadirse a la mezcla muchos saborizantes como hierbas, especias, frutas y verduras.

## Uso

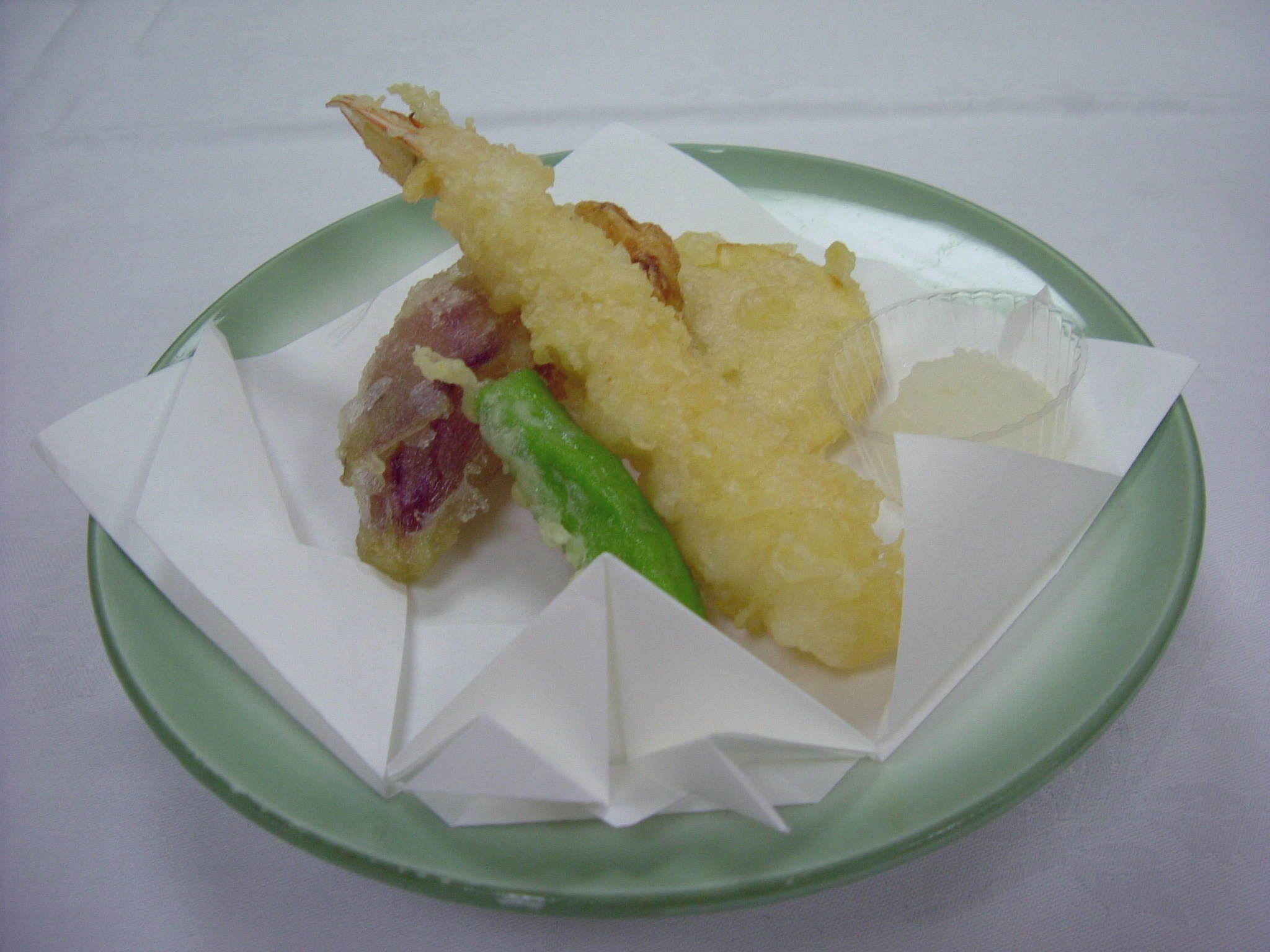
Tempura de gambas (cocina Kaiseki)

Muchas recetas comunes se hacen a partir de un rebozado. Dulces como los gofres, crepes, blinis, panqueques y barquillos se hacen de rebozado. El budín de Yorkshire y los hushpuppies se hacen principalmente de rebozado, para acompañar a otros platos. Frituras, tortillitas, tempuras y algunos tipos de dónut también se hacen de rebozado, al igual que ciertas galletas, bizcochos y quick breads.
El rebozado se usa en algunos lugares del mundo para cubrir el pescado y la verdura antes de freírlos. Es un componente crucial del famoso fish and chips británico y de muchos platos como los calamares a la romana o los soldaditos de Pavía. Las pakoras son un aperitivo del sur de Asia hecho cubriendo verdura en rebozado de harina de garbanzo condimentada antes de freírla.
En la cocina india la dosa y el idli son sendos tipos de crepe y pastel hechos a partir de un rebozado de harina de arroz y lenteja negra. Los appams son panqueques de rebozado de harina de arroz. Las vadas son frituras de verdura rebozada.

## Rebozado de cerveza

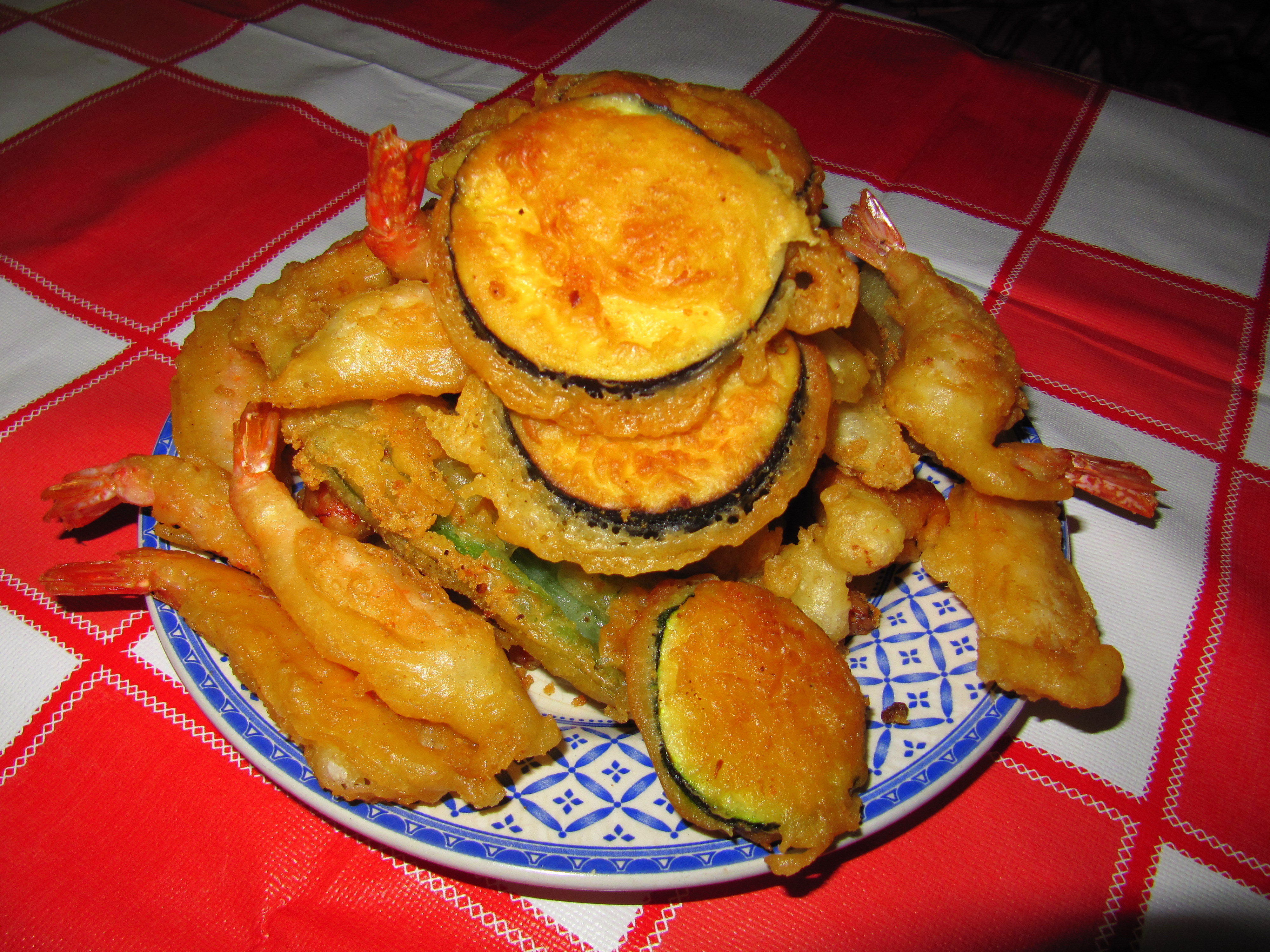
Rebozados de verduras y gambas, también llamados gabardinas en Murcia

La cerveza es un ingrediente popular en rebozados para recubrir otros ingredientes antes de freírlos. Una razón es que un rebozado básico puede hacerse solo con harina, cerveza y un poco de sal. La cerveza se usa para que las burbujas que contiene den cuerpo y ligereza al rebozado. Según el tipo y calidad de la cerveza, también puede añadir color y algo de sabor al rebozado. Cuando la comida se reboza con cerveza y se fríe, el calor generado por el proceso de cocción evapora la mayor parte del alcohol.